# 王林旭
王林旭（1959年6月—），男，汉族，山东平度人，中华人民共和国艺术家、政治人物，九三学社社员，现任中央民族大学副校长。

## 生平
2008年，当选第十一届全国政协常务委员，代表对外友好界，分入第四十七组。并担任外事委员会专委。2018年1月，当选第十三届全国政协委员。